# 鞆田村
鞆田村（ともだむら）は三重県阿山郡にあった村。現在の伊賀市の北東部、関西本線・新堂駅の北方一帯、鞆田川流域にあたる。

## 地理
- 山岳：雨乞山
- 河川：鞆田川

## 歴史
- 1889年（明治22年）4月1日 - 町村制の施行により、上友田村・小杉村・東湯舟村・西湯舟村・中友田村・下友田村の区域をもって阿拝郡鞆田村が発足。
- 1896年（明治29年）4月1日 - 所属郡が阿山郡に変更。
- 1954年（昭和29年）12月20日 - 阿拝村と合併して阿山村が発足。同日鞆田村廃止。